# شرح منظومه (مطهری)
شرح منظومه کتابی از مرتضی مطهری است که از درس‌های وی در دانشکده الهیات دانشگاه تهران اتخاذ شده‌است. در این کتاب سه مقصد از مقاصد هفتگانه کتاب شرح المنظومه ملاهادی سبزواری، فیلسوف مشهور شیعه، شرح داده شده‌است. این اثر توسط خود مرتضی مطهری تصحیح شده‌است و پس از کشته شدن نویسنده توسط دفتر انتشارات او تنظیم و منتشر شده‌است. این کتاب در نخستین دوره کتاب سال جمهوری اسلامی ایران در بهمن ۱۳۶۳ هجری شمسی مورد تقدیر قرار گرفت و برنده جایزه کتاب سال در رشته فلسفه و حکمت شد.